# Корольков, Сергей Иванович
Сергей Иванович Корольков (1917—1943) — советский летчик-ас истребительной авиации в годы Великой Отечественной войны, Герой Российской Федерации (31.12.1994, посмертно). Капитан. 

## Биография
Сергей Корольков родился 24 марта 1917 года в Царицыне (ныне — Волгоград). Окончил семилетнюю школу и школу фабрично-заводского ученичества, после чего работал электриком на сталинградском заводе «Красный октябрь». 
В октябре 1937 года был призван на службу в Рабоче-крестьянскую Красную Армию. В 1938 году он окончил Борисоглебскую военную авиационную школу пилотов. С первого дня Великой Отечественной войны — на её фронтах. Принимал участие в боях на Южном фронте. Начало войны встретил летчиком 12-го истребительного авиационного полка 64-й истребительной авиационной дивизии на Южном фронте. К сентябрю 1941 года совершил 35 боевых вылетов, в воздушных боях сбил 1 самолёт лично и 2 в группе.
В октябре 1941 года полк был выеден с фронта на доукомплектования и переучивание, направлен в город Кировабад Азербайджанской ССР, где освоил новый самолет ЛаГГ-3. В январе 1942 года Корольков переведён в 11-й запасной авиаполк (Кировобад).
С июля 1942 года — вновь на фронте, воевал в составе 792-го и 297-го истребительных авиаполков. Воевал на истребителях Ла-5 на Сталинградском, Брянском, Центральном, Воронежском и Степном фронтах. 
К июлю 1943 года капитан Сергей Корольков был штурманом 297-го истребительного авиационного полка 302-й истребительной авиадивизии 4-го истребительного авиакорпуса 5-й воздушной армии Степного фронта. К тому времени он совершил 268 боевых вылетов, принял участие в 49 воздушных боях, сбив 8 немецких самолётов лично и 4 в группе (в литературе много и иных данных о воздушных победах С. И. Королькова; по одним источникам сбил 10 вражеских самолётов лично и ещё 32 — в составе группы, по другим — сбил 19 вражеских самолётов лично и ещё 18 — в составе группы). Погиб в воздушном бою 11 июля 1943 года во время боёв на Курской дуге. Исключён из списков РККА как пропавший без вести. Посмертно представлялся к званию Героя Советского Союза, но представление реализовано не было.
Указом Президента Российской Федерации от 31 декабря 1994 года за «мужество и героизм, проявленные в борьбе с немецко-фашистскими захватчиками в Великой Отечественной войне 1941—1945 годов» капитан Сергей Корольков посмертно был удостоен высокого звания Героя Российской Федерации. 
Награждён орденом Красного Знамени (5.11.1941), медалью «За оборону Сталинграда».